# 클로이 로즈
클로이 로즈(Chloe Rose, 1994년 10월 25일 ~ )는 캐나다의 배우이다.

## 출연 작품
- 파이와켓: 죽음의 주문 (2017)
- 언레스 (2016)
- 헬리온스 (2015)
- 은밀한 유혹: 내가 잠든 동안에 (2014)
- 더 레서 블레시드 (2012)